# Tony Venganza
Tony Venganza er en film instrueret af Shaky González.